# Bitva u Mylhúz
Bitva u Mylhúz začala 7. srpna 1914. Francie se pokusila Mylhúzy s celým Alsasko-Lotrinským útvarem dobýt a znovu jej připojit k Francii. Ztratila totiž Alsasko v Prusko-francouzské válce. Francouzi obsadili Mylhúzy 8. srpna, ale byli vytlačeni německým protiútokem 10. srpna. Ustoupili tedy k Belfortu, kde se nepovedla ofenzíva Němcům, proto se francouzská vojska zase přiblížila k Mylhúzám a 14. srpna znovu vypukly boje.
Francouzi byli opatrní a pečliví, když vstupovali zpátky do okolí města. Do 16. srpna si vybojovali oblast západně od města a 19. srpna samotnou cestu dovnitř. Do 23. srpna pak ve městě postupovali. Poté přišly zprávy o německém postupu v Ardenách a Lotrinsku, a tak byli Francouzi nuceni ustoupit k Altkirchu.
K městu se francouzská armáda opět dostala až po válce, kdy dle Versailleské smlouvy město s německým obyvatelstvem připadlo Francii.